# Barre (Nueva York)
Barre es un pueblo ubicado en el condado de Orleans en el estado estadounidense de Nueva York. En el año 2000 tenía una población de 2,124 habitantes y una densidad poblacional de 15 personas por km².

## Geografía
Barre se encuentra ubicado en las coordenadas 43°10′48″N 78°12′32″O / 43.18000, -78.20889.

## Demografía
Según la Oficina del Censo en 2000 los ingresos medios por hogar en la localidad eran de $44,545 y los ingresos medios por familia eran $47,411. Los hombres tenían unos ingresos medios de $32,284 frente a los $21,193 para las mujeres. La renta per cápita para la localidad era de $17,129. Alrededor del 6.3% de la población estaban por debajo del umbral de pobreza.